# (4190) Kvasnica
(4190) Kvasnica (1980 JH) – planetoida z pasa głównego asteroid okrążająca Słońce w ciągu 4,23 lat w średniej odległości 2,61 j.a. Odkryta 11 maja 1980 roku.